# Håvard Bjerkeli
Håvard Bjerkeli (Rauma, 5 agosto 1977) è un ex fondista norvegese.

## Biografia
Originario di Isfjorden di Rauma, in Coppa del Mondo debuttò il 10 dicembre 1998 a Milano (12°), ottenne il primo podio il 29 dicembre 1999 a Kitzbühel (3°) e la prima vittoria il 27 novembre 2001 a Kuopio.
In carriera prese parte a un'edizione dei Giochi olimpici invernali, Salt Lake City 2002 (13° nella sprint), e a una dei Campionati mondiali, vincendo una medaglia.

## Palmarès

### Mondiali
- 1 medaglia:
  - 1 argento (sprint a Val di Fiemme 2003)

### Coppa del Mondo
- Miglior piazzamento in classifica generale: 18º nel 2002 e nel 2004
- 9 podi (5 individuali, 4 a squadre[1]):
  - 6 vittorie (3 individuali, 3 a squadre)
  - 3 terzi posti (2 individuali, 1 a squadre)

#### Coppa del Mondo - vittorie
| Data             | Località   | Nazione   | Spec.                                                              |
| ---------------- | ---------- | --------- | ------------------------------------------------------------------ |
| 27 novembre 2001 | Kuopio     | Finlandia | 4x10 km (con Odd-Bjørn Hjelmeset, Erling Jevne e Tor-Arne Hetland) |
| 29 dicembre 2001 | Salisburgo | Austria   | SP TC                                                              |
| 6 marzo 2003     | Oslo       | Norvegia  | SP TC                                                              |
| 7 dicembre 2003  | Dobbiaco   | Italia    | TS TL (con Tor-Arne Hetland)                                       |
| 26 febbraio 2004 | Drammen    | Norvegia  | SP TC                                                              |
| 24 ottobre 2004  | Düsseldorf | Germania  | TS TL (con Tor-Arne Hetland)                                       |

Legenda:

TC = tecnica classica

TL = tecnica libera

TS = sprint a squadre